# Under a Blood Red Sky
Uzasadnienie:  Ten sam artykuł 
Under a Blood Red Sky – album koncertowy U2, nagrany na żywo w Red Rocks Amphitheatre w Kolorado, wydany w 1983 roku (zob. 1983 w muzyce). Producentem był Jimmy Iovine.

## Lista utworów
| 1. | Gloria               | 4:45  |
|    |                      |       |
| 2. | 11 O’Clock Tick Tock | 4:43  |
|    |                      |       |
| 3. | I Will Follow        | 3:47  |
|    |                      |       |
| 4. | Party Girl           | 3:08  |
|    |                      |       |
| 5. | Sunday Bloody Sunday | 5:17  |
|    |                      |       |
| 6. | The Electric Co.     | 5:23  |
|    |                      |       |
| 7. | New Year’s Day       | 4:36  |
|    |                      |       |
| 8. | „40”                 | 3:43  |
|    |                      |       |
|    |                      | 35:22 |
|    |                      |       |

## Pozycje i sprzedaż
| Kraj            | Pozycja | Certyfikat | Sprzedaż |
| --------------- | ------- | ---------- | -------- |
| Francja         |         | Platyna    | 300,000+ |
| Kanada          |         | 2x Platyna | 200,000+ |
| Niemcy          |         | Platyna    | 200,000+ |
| Wielka Brytania |         | 3x Platyna | 900,000+ |

## Wideo
1. Surrender
2. Seconds
3. Sunday Bloody Sunday
4. The Cry/The Electric Co./Send in the Clowns
5. October
6. New Year’s Day
7. I Threw a Brick Through a Window
8. A Day Without Me
9. Gloria
10. Party Girl
11. 11 O’Clock Tick Tock
12. I Will Follow
13. „40”

Wszystkie utwory zostały nagrane w Red Rocks Amphitheatre, Kolorado, 5 czerwca 1983 roku.
Muzyka stworzona przez U2, a teksty przez Bono, z wyjątkiem „Send in the Clowns”, którego autorem był Stephen Sondheim.